# Bosque montano de los Cárpatos
El bosque montano de los Cárpatos es una ecorregión de la ecozona paleártica, definida por WWF, que se extiende por los montes Cárpatos, en Europa central y oriental.

## Descripción
Es una ecorregión de bosque templado de coníferas de montaña que ocupa 125.000 kilómetros cuadrados a lo largo de los Cárpatos, desde el extremo oriental de la República Checa, pasando por el sur de Polonia, el norte de Eslovaquia y el suroeste de Ucrania, hasta el centro de Rumania.
Los Cárpatos sirven de corredor para la dispersión de plantas y animales entre los bosques del norte y del suroeste de Europa.

## Flora
Alberga más de un tercio del total de especies vegetales europeas.

## Fauna
En la ecorregión se encuentran las mayores poblaciones europeas de oso pardo (Ursus arctos), lobo (Canis lupus) y lince boreal (Lynx lynx).

## Estado de conservación
Vulnerable. Las principales amenazas son la tala, la caza y la urbanización.

## Protección
Alrededor del 16% de la ecorregión goza de algún tipo de protección.